# Anders Lugn
Per Anders Lugn, född 30 december 1951 i Skövde, död 4 december 2022 i Stockholm, var en svensk journalist och kommunikationskonsult. Han var son till generalmajor Robert Lugn och lektor Brita Lugn, född Alinder, samt bror till författaren Kristina Lugn.
Anders Lugn har arbetat som journalist vid bland andra Nya Wermlands-Tidningen, Bergslagsposten, Radio Örebro, Dagens Nyheter, Tidningarnas Telegrambyrå och Sveriges Television. Han har även varit lärare och studierektor vid journalisthögskolan i Stockholm.[när?]
Han tjänstgjorde 1985 som kapten inom den internationella FN-styrkan i Libanon och bevakade därefter regionen som frilansjournalist.[källa behövs]
År 1989 startade han kommunikationsbyrån Journalistgruppen (numera JG Communication), som arbetar med tidningsproduktion, PR och andra kommunikationstjänster. Sedan år 2007 bedrev han det egna företaget Bara Lugn AB.[källa behövs]
Anders Lugn har skrivit böckerna Hjältarna på Telefonplan, 2002 (med Ulf Hall), Långtidsfrisk – så skapas hälsa, effektivitet och lönsamhet, 2003 (med Johnny Johnsson och Birger Rexed), Att förändra världen. En berättelse om Lars Magnus Ericsson och hans efterföljare, 2009 (med Svenolof Karlsson) (boken kom samma år ut i engelsk upplaga med titeln Changing the World. The Story of Lars Magnus Ericsson and his Successors) och Lönsam Hälsosam Lyckosam, 2009 (med Birger Rexed).